# Radłów
Radłów – miasto w Polsce, położone w województwie małopolskim, w powiecie tarnowskim, w gminie Radłów.

## Historia
Pierwsza wzmianka o powstaniu parafii w Radłowie pochodzi z 1080. Radłów był wsią biskupów krakowskich w województwie sandomierskim do 1772, kiedy nastąpiła konfiskata dóbr, które przeszły pod zarząd funduszu religijnego i cyrkułu bocheńskiego. W 1819 cesarz Franciszek II Habsburg podarował je Karolowi Badenfeldowi, który zbudował klasycystyczny pałac. Dobra liczące 6000 morgów (Radłów, Biskupice Radłowskie, Niwka, Wał Ruda i Wola Radłowska) kupili w 1869 Ludwik i Anna Helclowie. Po śmierci Ludwika w 1872, która miała miejsce w Radłowie, jego spadkobierczyni, żona Anna przekazała dobra na rzecz Fundacji Domu Ubogich im. Ludwika i Anny Helclów w Krakowie. W 1882 kupił je dla swoich dzieci Tomasz Zamojski, ordynat z Królestwa Polskiego. Po jego śmierci opiekunowie nie byli w stanie utrzymać dóbr i zostały one sprzedane na licytacji Maurycemu Straszewskiemu za 1 510 001 złotych. W 1893 Straszewski sprzedał dobra Henrykowi Dolańskiemu z Grębowa.
W latach 1975–1998 miejscowość położona była w województwie tarnowskim. Przebiega przez nią Droga wojewódzka nr 975.
W miejscowości znajdują się mogiły żołnierzy uczestniczących w I wojnie światowej i II wojnie światowej.
W Radłowie i okolicy, na osi miejscowości Niwka – Bobrowniki Wielkie – Bobrowniki Małe – Radłów – Biskupice Radłowskie w dniach 7 i 8 września 1939 trwały bardzo zacięte walki wycofujących się, pod naporem niemieckiego najeźdźcy, polskich oddziałów Armii Kraków wchodzących w skład Grupy Operacyjnej „Boruta”, wśród nich 6-tej Dywizji Piechoty gen. Bernarda Monda i 21 Dywizji Piechoty Górskiej gen. Józefa Kustronia. Stawką w walce było wycofanie się jak największej liczby oddziałów polskich za rzekę Dunajec, pomimo napierających niemieckich dywizji pancernych.
W tutejszej szkole przez całą noc z 7 na 8 września 1939 bronił się osamotniony oddział składający się z 6 oficerów i kilkunastu szeregowych (prawdopodobnie z I batalionu 48 pułku piechoty). Po odrzuceniu wielokrotnych wezwań do poddania się obrońcy zostali spaleni miotaczami ognia wraz z budynkiem.
Bilans walk bitwy radłowskiej, która miała miejsce na przedpolach Radłowa i mostu w Biskupicach Radłowskich, a w których uczestniczyli, w największym stopniu, żołnierze 3 i 4 Pułku Strzelców Podhalańskich oraz oddziałów 20 Pułku Piechoty, wspierani przez artylerię 12 Pułku Piechoty, to ponad 240 zabitych i ponad 700 rannych, natomiast poświęcenie walczących, którzy związali w walkach znaczne siły niemieckie, pozwoliło na przeprawę na drugi brzeg Dunajca ponad 26 000 polskich żołnierzy, którzy kontynuowali walki w kolejnych dniach września 1939.

## Zabytki
Obiekty wpisane do rejestru zabytków nieruchomych województwa małopolskiego.
- Układ urbanistyczny.
- Budynek plebanii, ul. Biskupska 5. Budynek wzniesiony w latach 1930–1933.
- Kościół pw. św. Jana Chrzciciela, otoczenie, kapliczka Chrystusa Frasobliwego.
- Pałac z parkiem. Obiekt wzniesiony ok. 1830 roku przez Karola Badenfelda na miejscu drewnianego pałacu biskupiego[6].

### Inne zabytki
- Synagoga w Radłowie

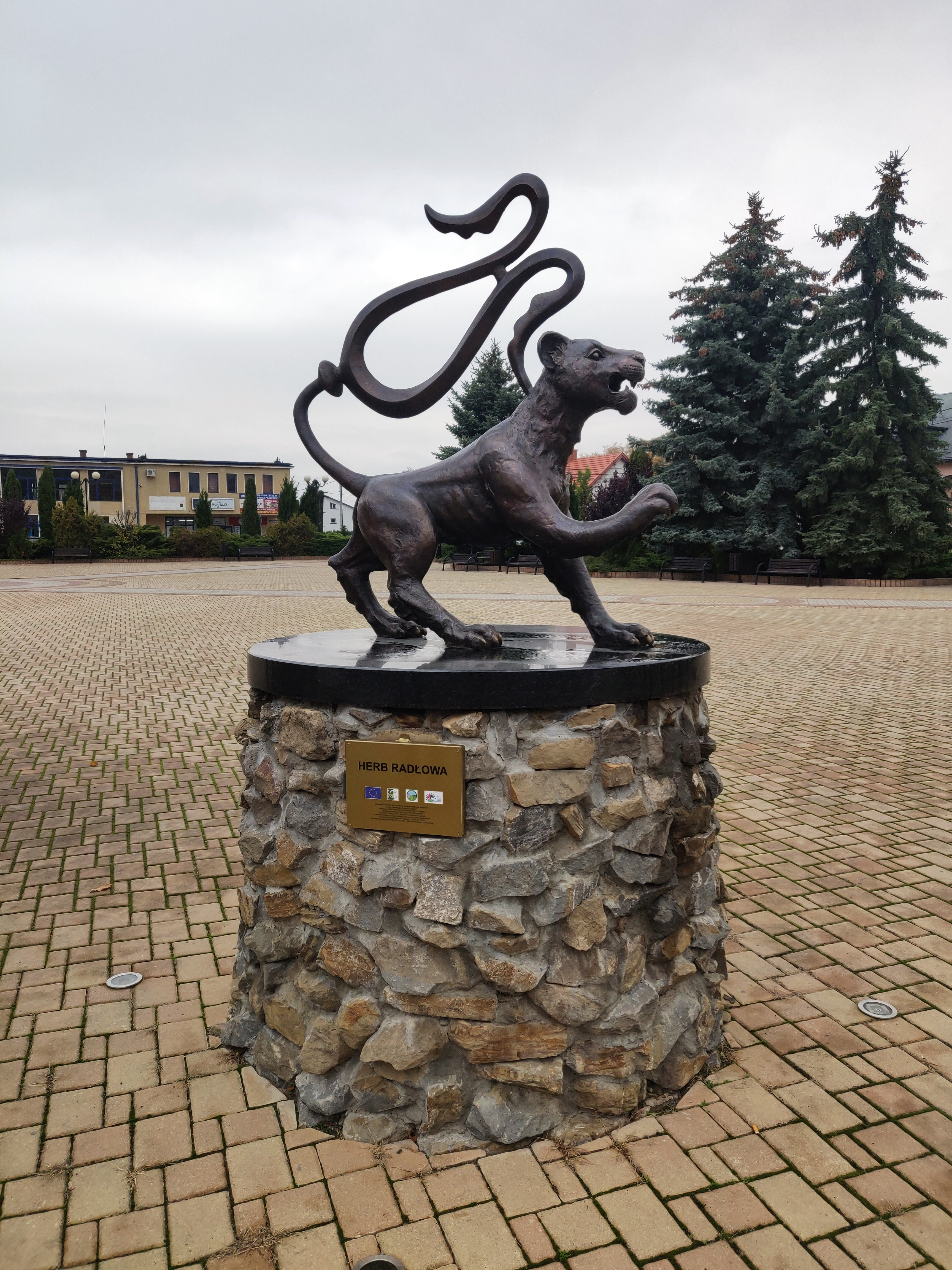
Pomnik lwa na Rynku – symbol miasta
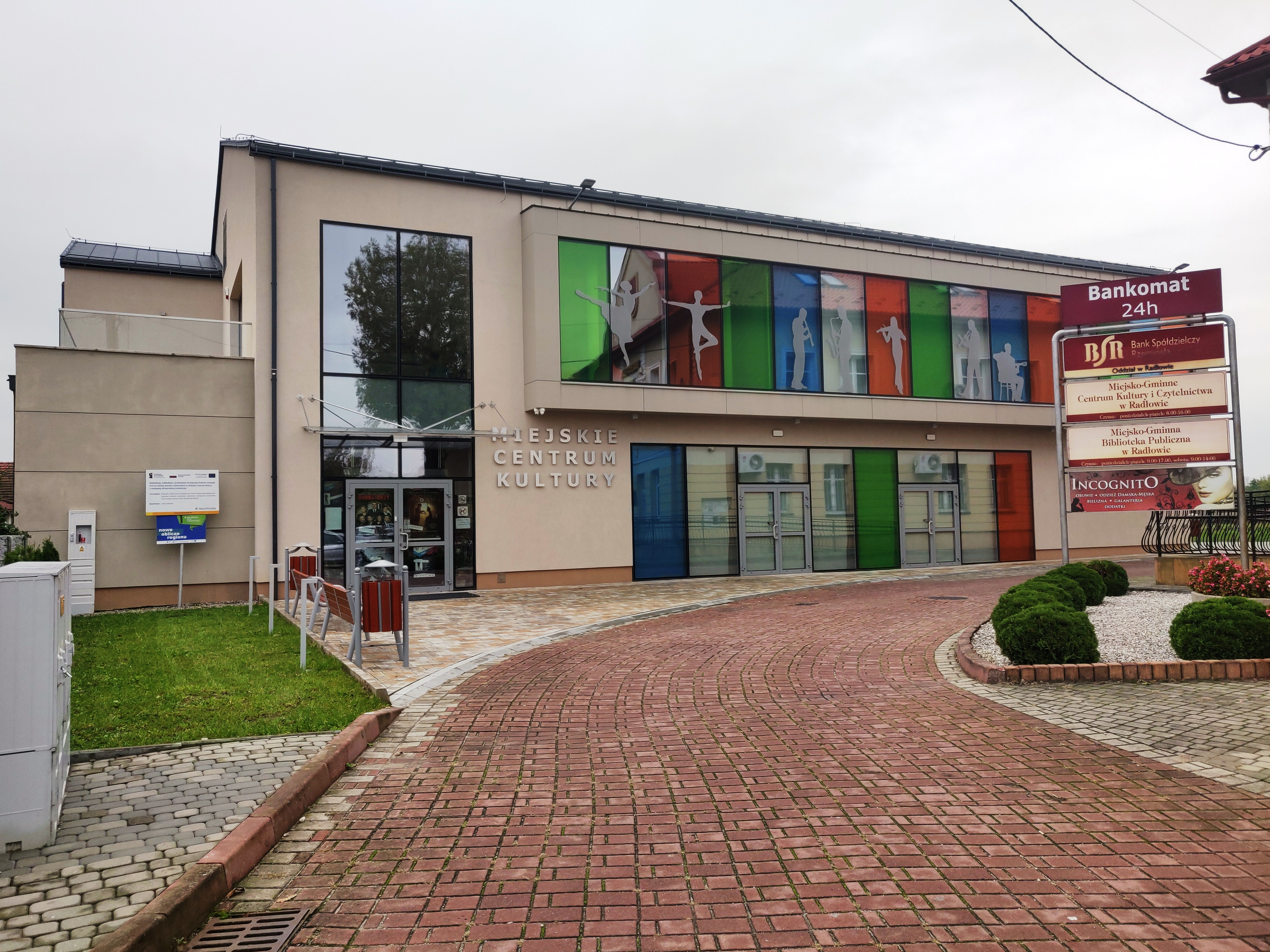
Miejskie Centrum Kultury
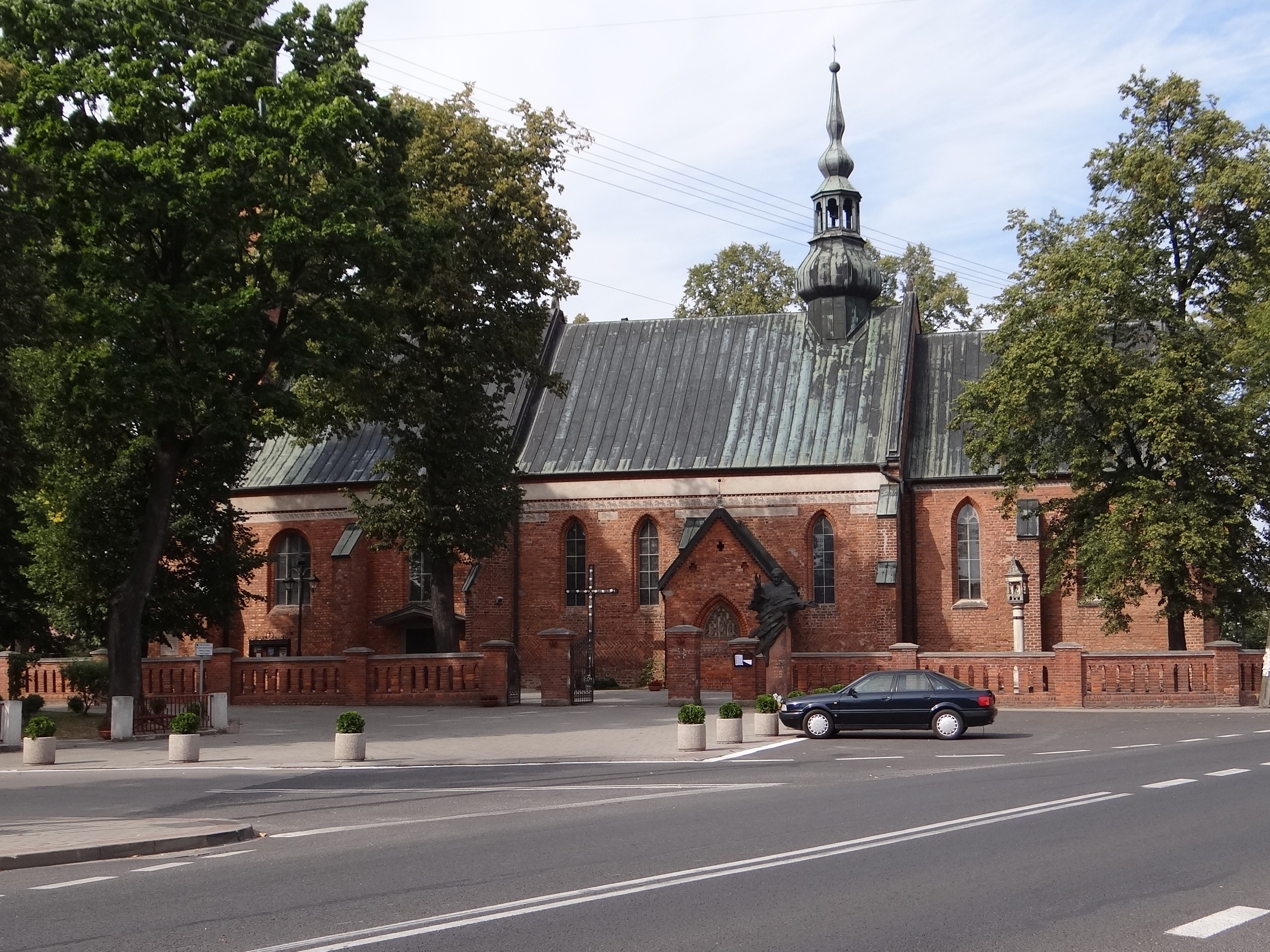
Kościół pw. św. Jana Chrzciciela
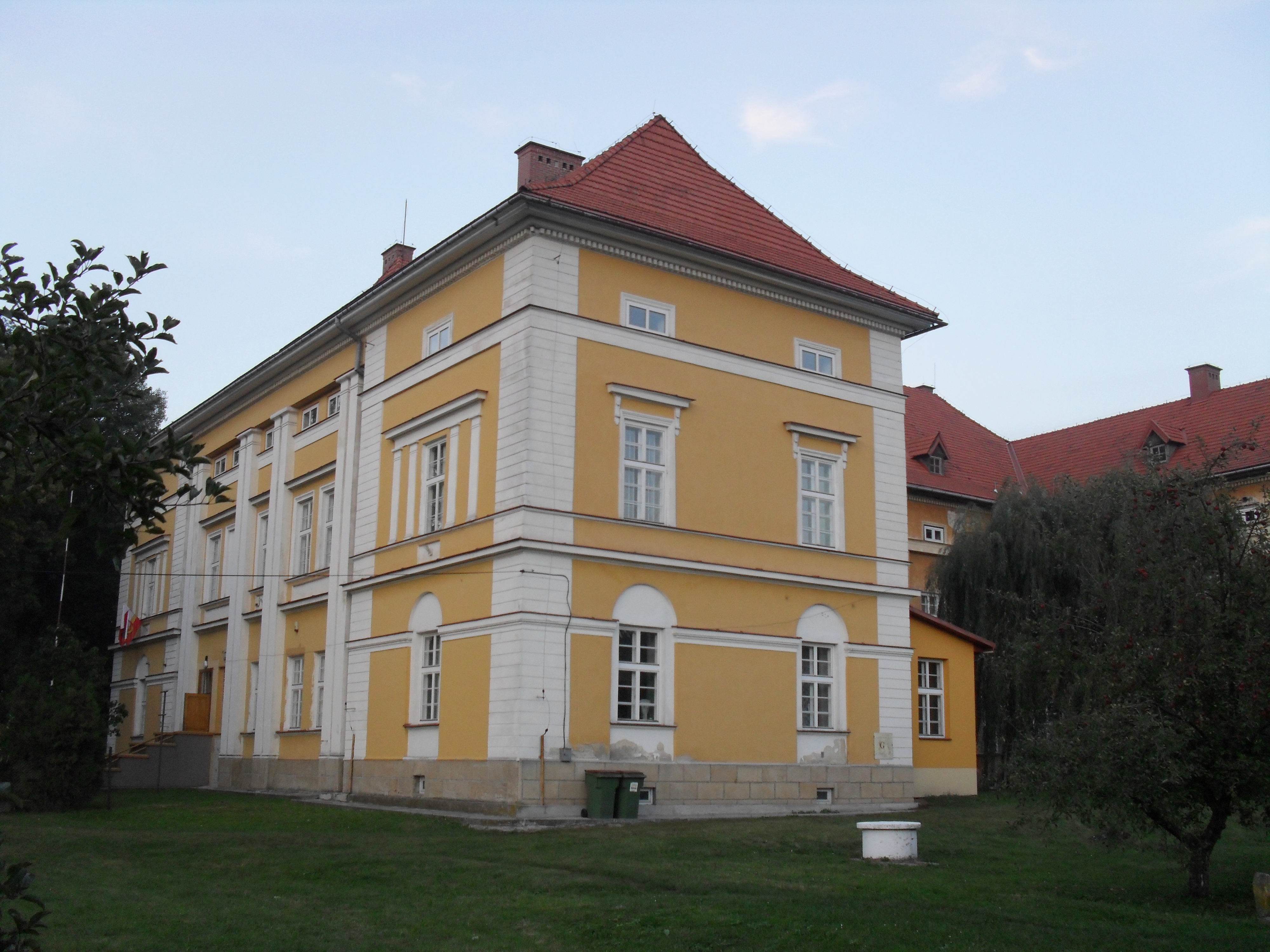
Pałac z parkiem
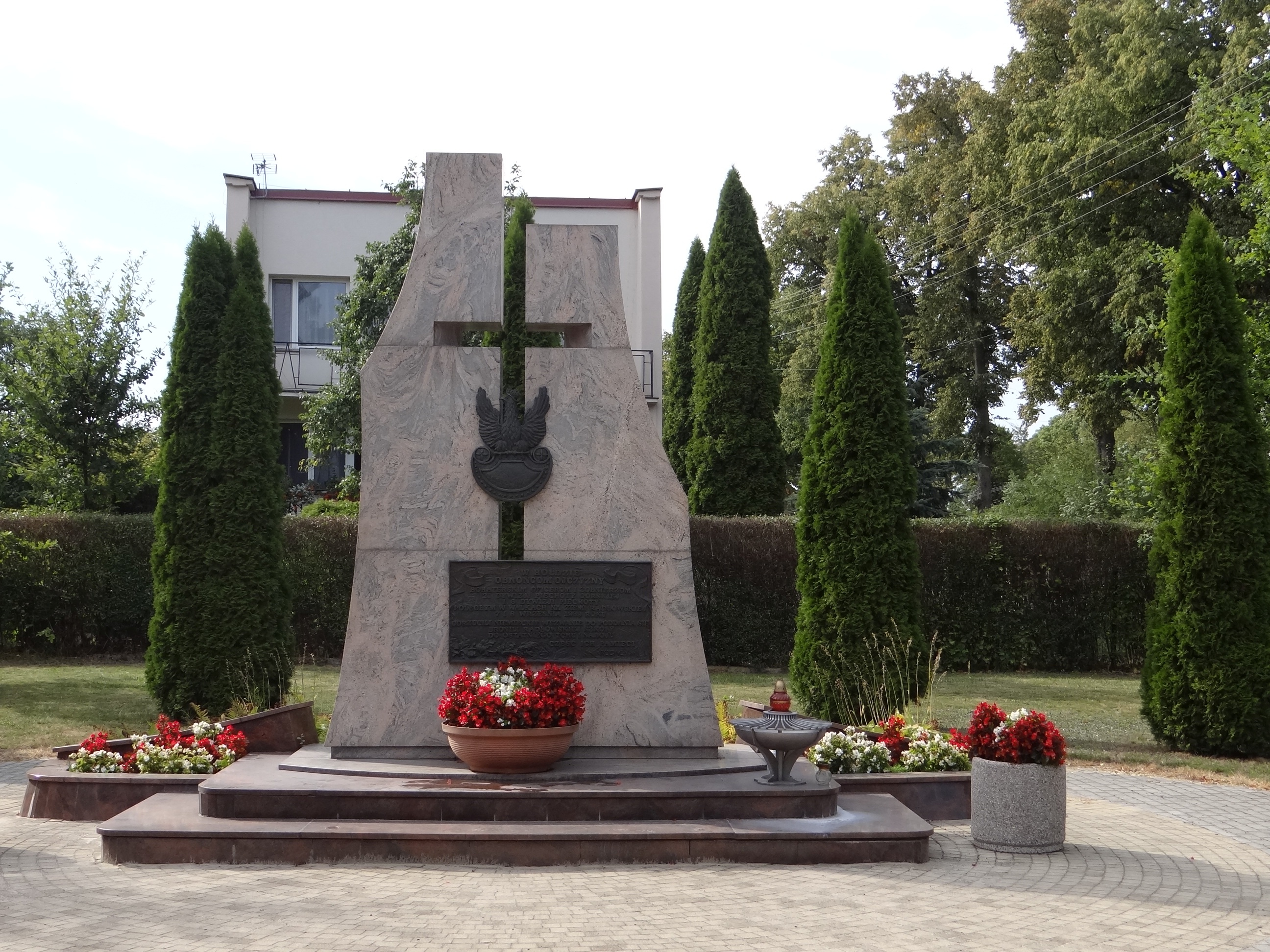
Pomnik obrońców szkoły spalonej wraz z żołnierzami w 1939 przez niemieckiego okupanta
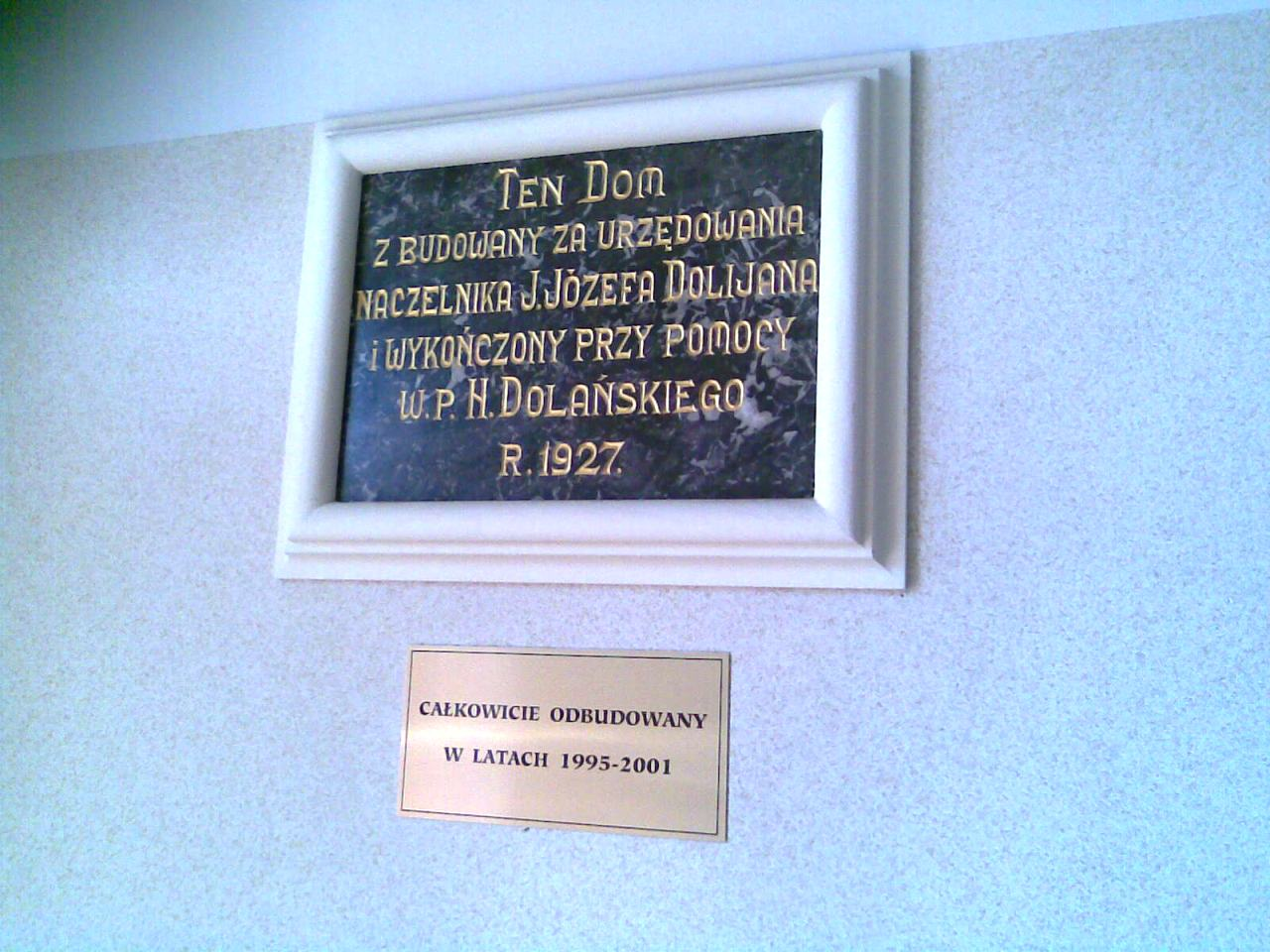
Tablica pamiątkowa we wnętrzu odbudowanego ratusza
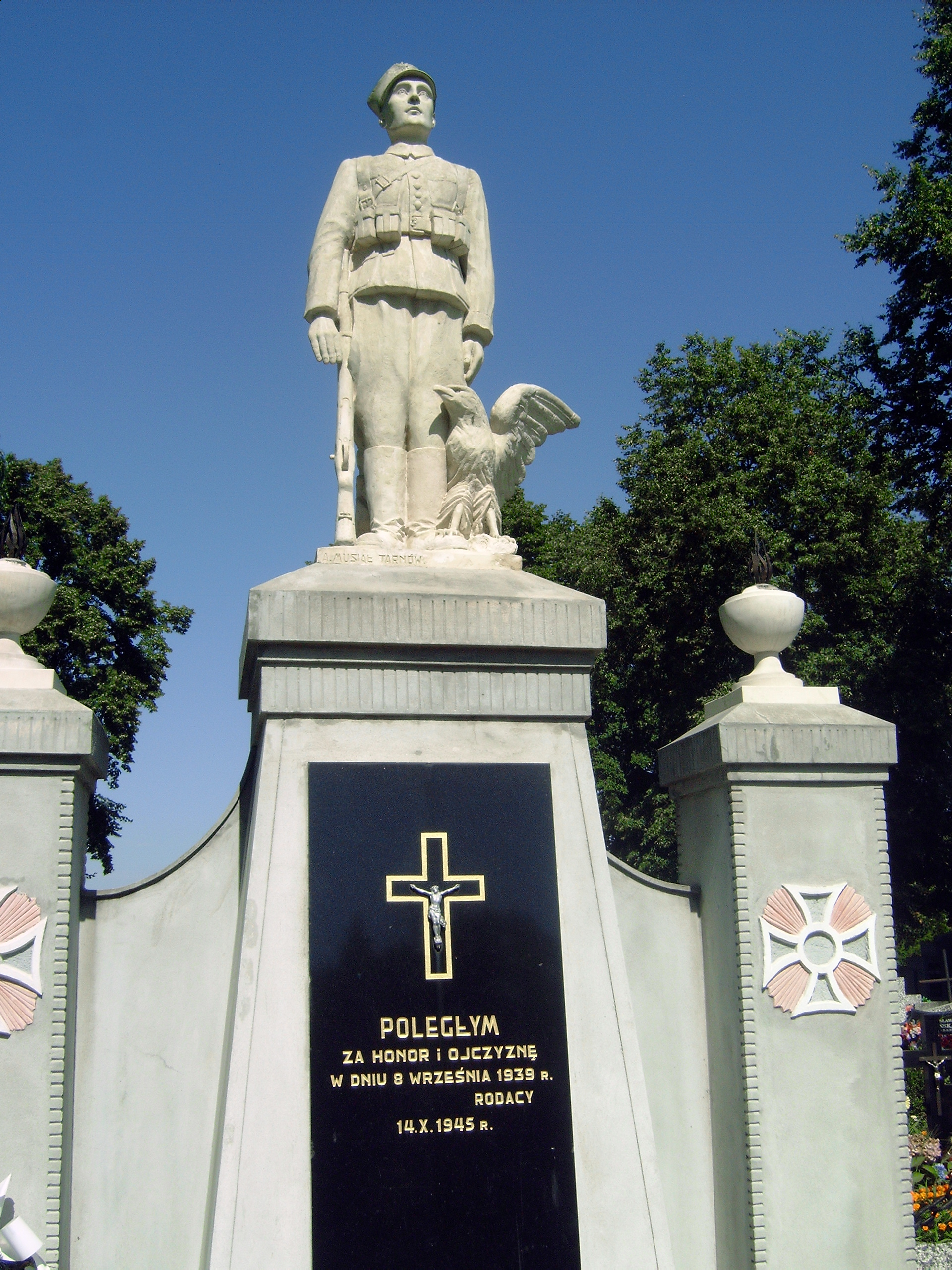
Pomnik poległych w 1939 na cmentarzu
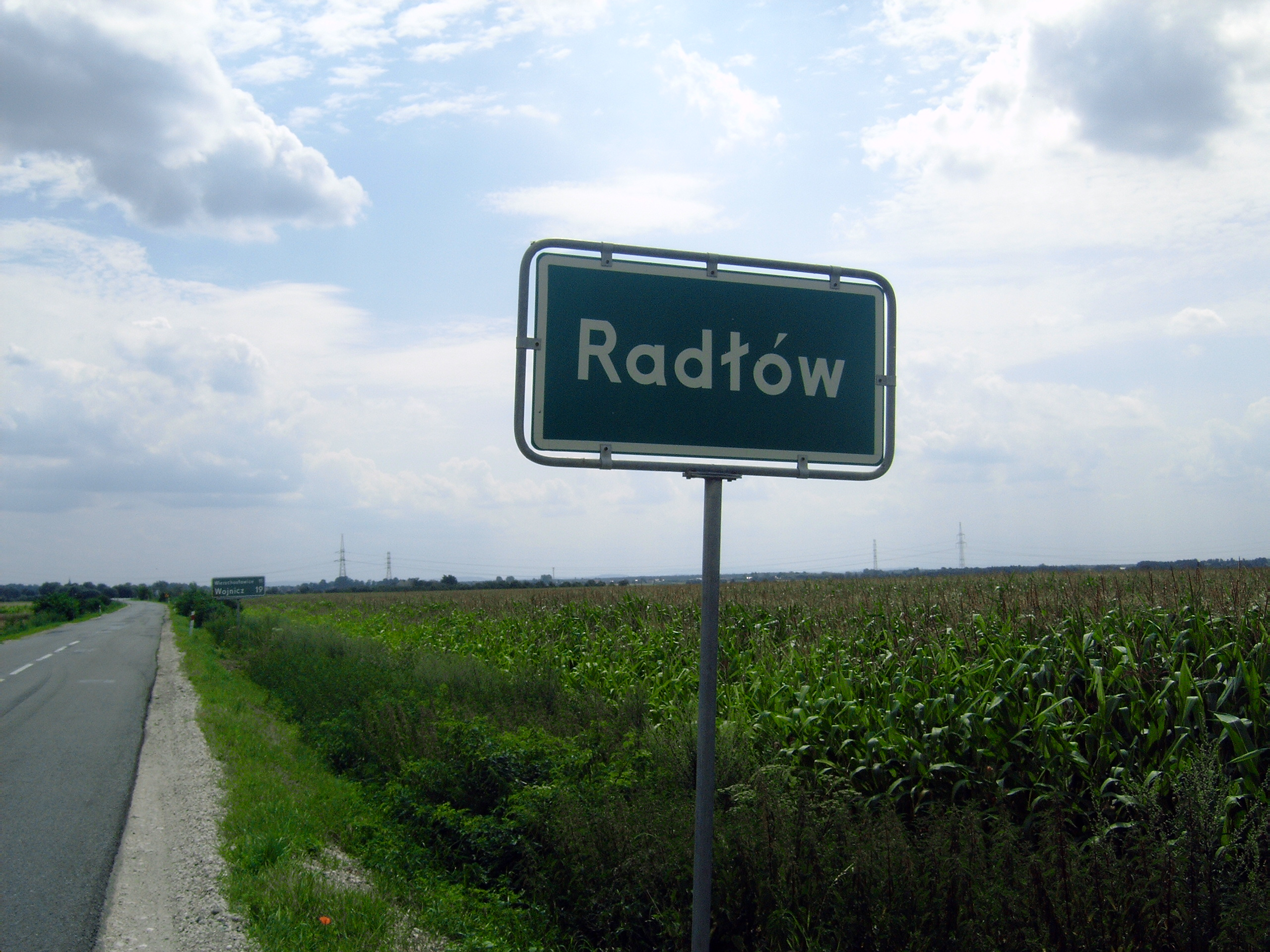
Wjazd do Radłowa

## Demografia
- Piramida wieku mieszkańców Radłowa w 2014 roku[14].
- Według danych GUS z 31 grudnia 2021 r. miasto zamieszkiwały 2735 osoby[15].

## Religia
- Parafia św. Jana Chrzciciela w Radłowie